# 家族のモンダイ
『家族のモンダイ』（かぞくのモンダイ）は、早稲田ちえによる日本の漫画作品。
『なかよし』（講談社）にて1990年9月号から同年12月号まで連載された。単行本は同社の講談社コミックスなかよしより全1巻。作者初の連載作品であり、初の単行本の表題作になった。

## 書誌情報
- 早稲田ちえ 『家族のモンダイ』 講談社〈講談社コミックスなかよし〉、1992年3月6日第1刷発行、ISBN 4-06-178712-8
  - 表題作のほか、読み切り作品「1月ロマネスク」「鈴木くんと紅茶」が同時収録されている。